# Sedlari, Kărdjali
Sedlari (în bulgară Седлари) este un sat în comuna Momcilgrad, regiunea Kărdjali,  Bulgaria. 

## Demografie
Componența etnică a satului Sedlari
     Turci (84,37%)
     Nicio identificare (15,62%)
     Altele (0%)
La recensământul din 2011, populația satului Sedlari era de 192 locuitori. Din punct de vedere etnic, majoritatea locuitorilor (84,37%) erau turci. Pentru 15,62% din locuitori nu este cunoscută apartenența etnică.